# Monique de Saint-Martin
Pour les articles homonymes, voir Saint-Martin.
Monique de Saint-Martin est une sociologue française née en 1940.

## Biographie
Directrice d'études à l'École des hautes études en sciences sociales (EHESS), elle est connue pour ses travaux avec Pierre Bourdieu, son directeur de thèse. Elle est spécialiste de la sociologie des élites, de la sociologie des grandes écoles et de la sociologie du patronat. 
Monique de Saint-Martin est issue de la famille Badereau de Saint-Martin, famille de la noblesse française subsistante, originaire du Poitou.[réf. nécessaire]

## Ouvrages
- Monique de Saint Martin. L'espace de la noblesse. Éditions Métailié, Paris, 1993  (ISBN 978-2864241416)[3].
- Monique de Saint Martin. Les fonctions sociales de l'enseignement scientifique. Walter de Gruyter, 1971  (ISBN 978-3111049861).
- Monique de Saint Martin & Mihai Dinu Gheorghiu. Éducation et frontières sociales : un grand bricolage. Éditions Michalon, 2011.

## Publications
- Pierre Bourdieu et Monique de Saint-Martin, « L'excellence scolaire et les valeurs du système d'enseignement français », Annales, Paris, vol. 25, no 1,‎ janvier-mars 1970, p. 147-175
- Pierre Bourdieu et Monique de Saint-Martin, « Anatomie du goût », Actes de la recherche en sciences sociales, vol. 2, no 5,‎ octobre 1976, p. 4-112
- Pierre Bourdieu et Monique de Saint-Martin, « Le patronat », Actes de la recherche en sciences sociales, nos 20-21,‎ mars-avril 1978, p. 3-82
- Pierre Bourdieu et Monique de Saint-Martin, « La sainte famille : L'épiscopat français dans le champ du pouvoir », Actes de la recherche en sciences sociales, nos 44-45,‎ novembre 1982, p. 2-54
- Pierre Bourdieu et Monique de Saint-Martin, « Agrégation et ségrégation : le champ des grandes écoles et le champ du pouvoir », Actes de la recherche en sciences sociales, no 69,‎ septembre 1987, p. 2-50
- Monique de Saint-Martin, « Vers une sociologie des aristocrates déclassés », Cahiers d'histoire, vol. 2000, no '45-4',‎ 2000, p. 147-175
- Monique de Saint Martin, « Les recherches sociologiques sur les grandes écoles : de la reproduction à la recherche de justice », Éducation et sociétés 1/2008 (no 21), p. 95-103. lire en ligne sur Cairn.info